# Synagoga w Wałbrzychu (ul. Mickiewicza 18)
Synagoga w Wałbrzychu – gminny dom modlitwy znajdujący się w Wałbrzychu przy ulicy Adama Mickiewicza 18.
Synagoga została założona po 1968 roku w prywatnym mieszkaniu, niedaleko budynku gminy żydowskiej oraz miejsca, w którym znajdowała się synagoga główna. Na budynku nie było oznaczeń, że mieści się w nim synagoga. Obecnie przeniesiona na ul. Parkową.
Nabożeństwa odbywają się regularnie we wszystkie szabaty oraz święta.